# Kvinde med en vifte
Kvinde med en vifte (Dame mit Fächer) var den østrigske maler Gustav Klimts sidste færdiggjorte oliemaleri. Portrættet af en uidentificeret kvinde blev malet af Klimt i 1917 og blev fundet på et staffeli i hans atelier efter hans død.
I 1994 blev det solgt på auktion hos Sotheby's i New York City for 11,6 millioner USD, hvilket var en auktionsrekord for kunstneren.
I juni 2023 blev det atter solgt på auktion hos Sotheby's i London for £85,3 millioner (knap 739 millioner kroner), den højeste pris nogensinde opnået i Europa for et kunstværk. Det blev købt af kunsthandler Patti Wong på vegne af en samler fra  Hongkong.

## Proveniens[4]
Maleriet optræder første gang på galleriet i Gustav Nebehay i Wien. Herfra blev det erhvervet af Erwin Böhler i 1920, hvor det forblev i familiens eje hos Böhlers bror Heinrich. Derefter gik det i 1940 i arv til hans hustru, Mabel. 
Rudolf Leopold havde maleriet fra 1963 til 1981, efterfulgt af Serge Sabarsky. Wendell Cherry erhvervede værket fra Sabarsky i 1988, og senere blev værket solgt af Sotheby's den 11. maj 1994, inden det blev erhvervet via Sotheby's af den nuværende ejer 27. juni 2023.